# Aesop Rock
Pour les articles homonymes, voir Aesop.
Aesop Rock, de son vrai nom Ian Matthias Bavitz (né le 11 mai 1976 à Oyster Bay), est un rappeur et producteur américain. Il est l'un des pionniers des groupes hip-hop underground et alternatif à la fin des années 1990 et au début des années 2000. Il est membre du label Definitive Jux avant son inactivité en 2010. betterPropaganda le classe 19e de sa liste des « 100 artistes de la décennie ».
Il est l'un des membres des Weathermen, Hail Mary Mallon (avec Rob Sonic et DJ Big Wiz), The Uncluded (avec Kimya Dawson) et de Two of Every Animal (avec Cage). Concernant son nom, il explique : « on m'a donné le nom d'Aesop à partir d'un film dans lequel je jouais avec quelques amis. C'était le nom de mon personnage et c'est resté depuis. Le 'rock' est venu juste après parce que ça rime. »

## Biographie

### Jeunesse
Bavitz est né au Syosset Hospital de Syosset, New York, et a grandi à Northport, Long Island, New York, avec son père Paul et sa mère Jameija. Ian a deux frères : Chris (né en 1975) et Graham (né en 1977). Ian, et ses frères, sont élevés dans le catholicisme mais deviennent par la suite agnostiques. Bavitz étudie à la Northport High School en 1990, et ressort diplômé en 1994. Il épouse Allyson Baker, guitariste et chanteuse du groupe rock Dirty Ghosts en 2005. Ils habitent ensemble à San Francisco, mais divorcent ensuite. Il commence par étudier la peinture à l'Université de Boston, avant de devenir rappeur et producteur dans les années 1990. Il obtient son baccalauréat en 1998.

### Carrière musicale

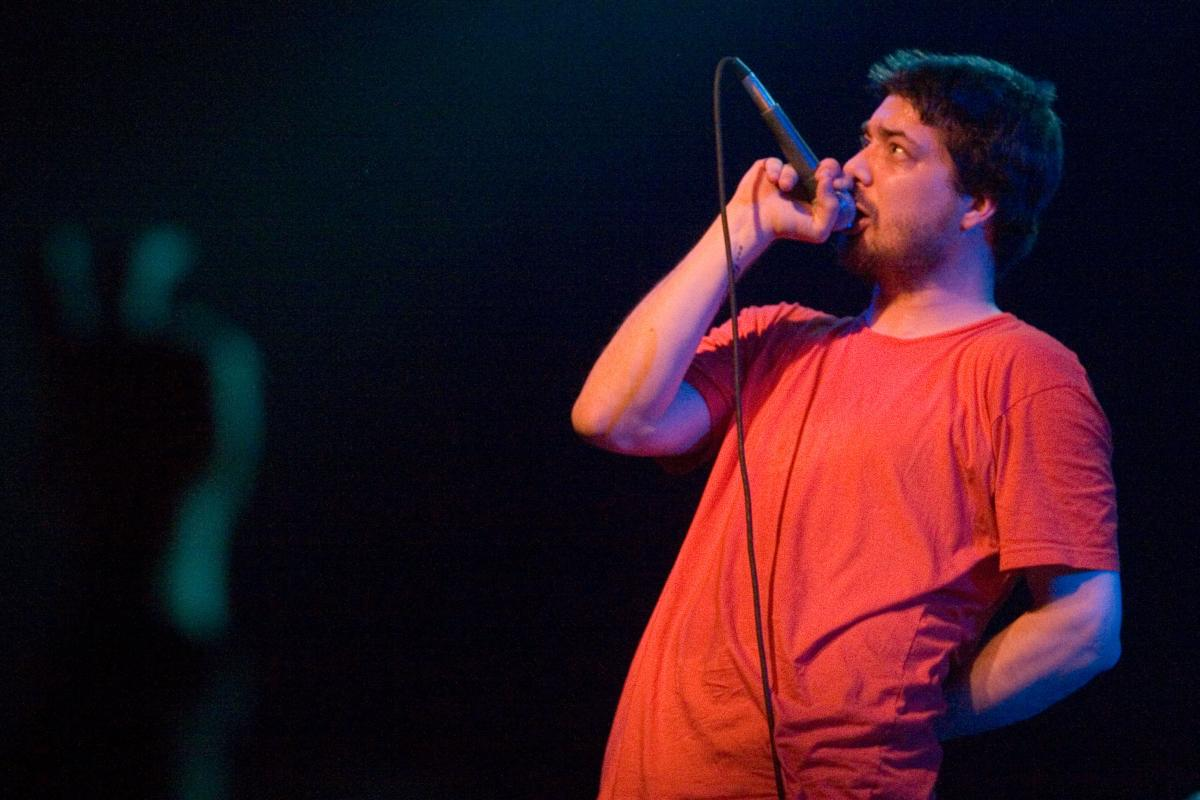
Aesop Rock sur scène.

Dans sa jeunesse, Ian et sa famille migrait souvent vers New York. Cela a eu un grand impact sur sa perception de la culture hip-hop. Bavitz se lance dans le rap au début des années 1990. Il s'inspire initialement de Public Enemy, BDP, KMD, et Run DMC. Bavitz écoutait également des groupes de rock comme les Dead Kennedys, Fugazi, et Ministry ; il connaîtra ses groupes grâce à son frère aîné Chris. Très jeune, Bavitz commence à jouer du piano et de la basse. Il finira par jouer du séquenceur musical.
En 1997, il s'autoproduit et sort son premier album Music for Earthworms suivi du maxi Appleseed. Domicilié à New York, Aesop se fait ensuite remarquer en sortant ses disques sur l’un des labels référence en matière de hip-hop expérimental et alternatif : Mush Records. Son premier album studio, Float, publié en août 1999, compte les participations de plusieurs artistes importants de la scène hip-hop indépendant américain, comme Vast Aire (Cannibal Ox) ou Doseone (cLOUDDEAD). Un peu plus tard, Aesop Rock rejoint les rangs du label underground monté par El-P (ex Company Flow), Definitive Jux (ou Def Jux).
Il publie l’album Labor Days le 8 septembre 2001, puis Bazooka Tooth le 23 septembre 2003. Ce dernier, contrairement à Float et Labor Days, renoue avec un son plus classique et met de côté les expérimentations présentes dans ses précédentes œuvres. La thématique de l'album est basée comme son nom le sous entend sur l'esclavage salarié. Il atteint la 112e place des classements Billboard 200.
En février 2005, Aesop Rock sort un nouveau maxi, Fast Cars, Danger, Fire and Knives. Le premier pressage de cet EP comportait un livret de 88 pages avec toutes les paroles de ses chansons depuis Float. En 2007, Aesop Rock retourne en studio pour enregistrer l’album None Shall Pass, toujours pour le label Def Jux. Il déménage de New York pour s’installer avec sa femme à San Francisco. Sorti pendant l’été 2007, None Shall Pass comporte des productions et featurings de Blockhead, El-P, Rob Sonic, Cage, Breeze Brewin. Les scratches présents tout au long de l’opus sont assurés par Big Wizz. Aesop y invite aussi l’un des héros de sa jeunesse, le chanteur John Darnielle, leader du groupe rock Mountain Goats. Au début de 2007, Aesop Rock produit un titre de 45 minutes pour les Nike's Original Run Series. L'album intitulé All Day: Nike + Original Run qui contient le titre est mis gratuitement à disposition sur iTunes.
Le 10 avril 2012, il publie le premier single, Skelethon, issu de l'album Rhymesayers. En 2013, il publie l'album Hokey Fright sous le nom de groupe The Uncluded (en collaboration avec Kimya Dawson). En 2014, il contribue à l'album Strange Journey Volume Three des Cunninlynguists avec le 10e titre Castles. Une étude présentée en mai 2014 par Matt Daniels indique qu'il est le rappeur de langue anglaise ayant le vocabulaire le plus riche (sur 85 dont l'œuvre a été analysée) et un vocabulaire plus riche que ceux de William Shakespeare ou Moby-Dick de Herman Melville.

## Discographie

### Albums studio
- 1997 : Music for Earthworms
- 2000 : Float
- 2001 : Labor Days
- 2003 : Bazooka Tooth (aussi sous le titre Build Your Own Bazooka Tooth)
- 2007 : None Shall Pass
- 2007 : All Day: Nike + Original Run (gratuit sur l'Apple Store)
- 2012 : Skelethon
- 2016 : The Impossible Kid
- 2019 : Malibu Ken
- 2020 :  Freedom Finger (Music from the Game)
- 2020 :  Spirit World Field Guide
- 2023 :  Integrated Tech Solutions
- 2025 :  Black Hole Superette

### EP
- 1999 : Appleseed
- 2002 : Daylight
- 2005 : Fast Cars, Danger, Fire and Knives

### Bande-son
- 2017 : Bushwick de Jonathan Milott et Cary Murnion

### Singles
- 1999 : Boombox
- 2001 : Coma
- 2003 : Limelighters
- 2003 : Freeze
- 2003 : Easy
- 2004 : All in All
- 2006 : Fishtales
- 2007 : None Shall Pass
- 2007 : Coffee
- 2015 : Cat Food
- 2015 : This Lonely Rose (feat. Blueprint)
- 2016 : My Belly
- 2017 : Hot Dogs
- 2018 : Klutz
- 2020 : Rogue Wave
- 2020 : The Gates
- 2020 : Pizza Alley